# Schloss Dobbin

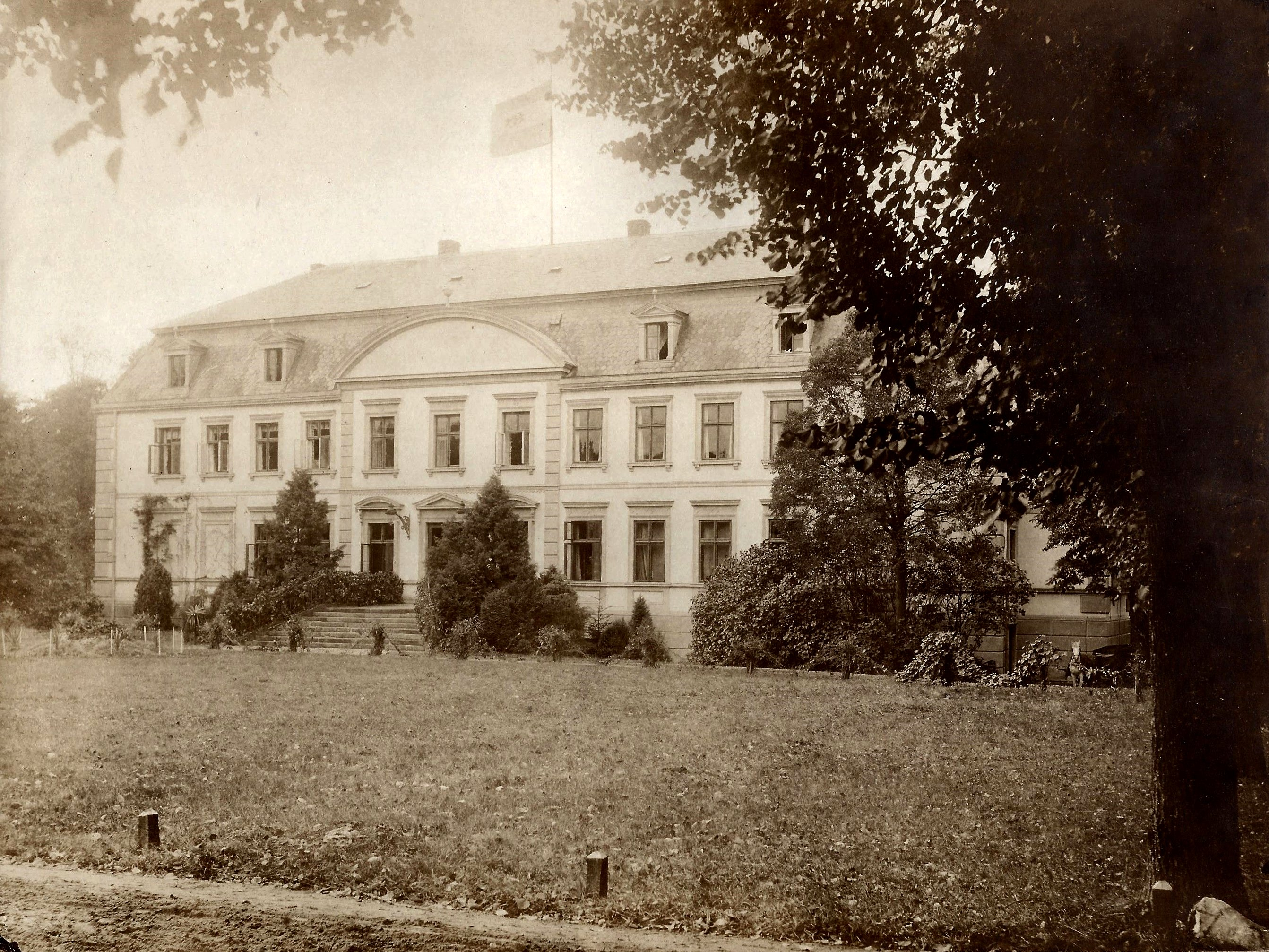
Schloss Dobbin

Das Schloss Dobbin war ein Adelssitz im heutigen Dobbin-Linstow, Landkreis Rostock. Zu dem Gut gehörte der Hof Zietlitz.

## Geschichte
Im Gefolge von Heinrich Borwin II. kamen Vorfahren der Barolds in das Land. Die Barolds sind ein uraltes, offenbar wendisches Geschlecht und erscheinen urkundlich bereits 1226. Auf einer Halbinsel im Krakower Obersee lag eine gut geschützte Niederungsburg. Östlich davon siedelten Slawen, die den Ort nach einem Fürsten benannten – Ort des Doba. Das große Gut Dobbin am östlichen Ufer des Krakower See war ein uraltes Lehn der wendischen Familie Barold, die im Jahre 1746 ausstarb. Auf diesem Gute, welches mit seinen Zubehörungen ungefähr dreiviertel Quadratmeilen groß ist, befanden sich mehrere Burgstellen. Das Alte Schloß Dobbin, nördlich weit vom neuen Hofe und Alt Dobbin war eine kleine mittelalterliche Burg. Über diese Burg erzählen etliche Sagen, auch in Verbindung mit dem Namen Niklot.
Urkundlich wurde 1347 ein Rudolph Barold, der Ältere als Rudolphus Barold, Senior, morans in Dobbin erwähnt. Derselbe Barold war Voigt in Güstrow und genoss als Lehnsmann eine Vertrauensstellung bei den Söhnen Borwins. Die Barolds saßen damals schon auf Dobbin. 1350 wurden sie als Besitzer von Thürkow  und Rotspalk genannt. Erst 1415 wird Rulef (Roloff) Barold auf Dobbin als Zeuge in Teschow genannt, als sein Vetter Henning sich der Stadt Rostock gegenüber verpflichtete. Auch 1429 und 1456 wird Roloff Barold als Zeuge beim Verkauf des Dorfes Glave an Propst Nikolaus Behringer und Priorin Ermegard Oldenburg vom Konvent des Klosters Dobbertin.
Das Gut Dobbin mit 2.500 Hektar Land, davon 400 Hektar Wald, gehörte damals zur Vogtei Krakow. Neben Zietlitz wurde es erst 1445 wieder in dem Bederegister, den Steuerlisten, der Vogtei genannt. Der Dorfschulze Herman Kreymann erwähnte in Dobbin schon einen Dorfkrug. 1481 sitzen die Brüder Hennecke und Roloff von Barold auf Dobbin. Doch von 1525 bis 1544 kam das Gut in fremden Pfandbesitz an Reimer von Passow. 1557 sitzen Hans Barold und sein Bruder Karsten wieder auf Dobbin. Diese stritten sich bis 1570 mit dem Kloster Dobbertin wegen zwei Hufen und zwei Seen auf der Glaver Feldmark.
Danach waren dann Henning und Hans Barold in großen Geldverlegenheiten, so dass nach landesherrlichem Konsens das Dobbiner Gut 1627 an Moritz von Walsleben verpfändet wurde.

### 17. Jahrhundert
Im Dreißigjährigen Krieg verödete der Ort. Die sechs noch lebenden Bauern waren 1637 mit ihren Familien nach Krakow geflohen. Durch Brandstiftung Curd von Restorff zu Lindenbeck brannte 1647 in Dobbin das Gutshaus von Johann von Walsleben ab. 1672 erwarb Hans Rudolf von Grabow auf Woosten Dobbin mit dem Gut. 1675 zogen schwedische Truppen durchs Land, kaiserlichen und dänische Truppen bezogen in der Umgebung von Dobbin Quartier und 1676 zerstörte ein großer Brand das ganze Dorf bis auf zwei Häuser. Ab 1694 übernahm Dietrich Wilhelm von Witzendorff das Gut von den Brüdern Moritz und Johann Otto von Grabow. Dieser wohnte nicht in Dobbin, sondern in Groß Zecher und war Landrat in Lauenburg und Domdechant in Lübeck. Das Gut war an die Witwe des Amtmanns Aepinius vermietet und im ersten Jahr brannte schon das Wohnhaus, eine Scheune sowie das Tor- und Viehhaus ab. Ende 1699 übernahm dann Hermann von Wickede das Gut und begann mit dem Wiederaufbau des Hofes.

### 18. Jahrhundert
Doch 1700 kam  Dobbin wieder in den Besitz derer von Barold. Am 21. September 1701 erhielt Leutnant Jürgen Ernst von Barold den Lehnbrief von Herzog Friedrich Wilhelm. Er wohnte mit seiner Schwester Hyppolyta Margaretha in einem ehemaligen Backhaus. Sie hatten zwei Diener, vier Knechte, zwei alte Leute, eine Köchin und vier Mägde.
Nach dem Beichtkinderverzeichnis des Pastors Johannes Ahrendt wohnten 1703 neben dem Küster und dem Dorfschulzen  noch ein Müller, der Schmied und der Jäger. Neben dem sich in sehr schlechte Zustand befindende Gutshof gab es in Dobbin nur noch drei Bauernstellen. Als Jürgen Ernst von Barold am 30. Januar 1727 starb, ging das Gut und das ganze Dorf an seinen einzigen Sohn, den Königlich Dänischen Major Christoph August über. Da er ohne Nachkommen blieb, erbte der selber wohlhabende Königlich dänische Generalmajor Hans Adolf von Lepel (1697–1770) auf Radegast und Rosenhagen das Gut. Sein Sohn Kammerherr Friedrich Diederich Joachim von Lepel als Nachfolger stirbt am 3. März 1805 kinderlos. Dessen Bruder Christoph August von Lepel (1748–1830) legte als Mitverwalter die Zietlitzer Bauern und siedelte sie weiter nördlich auf schlechterem Boden an. So entstand das Dorf Neu Zietlitz. Außerdem gehörten neben Zietlitz, Groß Bäbelin auch noch kleinere Pertinenzen, wie Augustenfelde, Hütten und Steinbeck zum Gut Dobbin. Von 1805 bis 1813 hatte dann der weitere Bruder, der Königlich dänische Generalmajor und Kammerherr Karl Hellmut von Lepel (1742–1813) den Mitbesitz angetreten. Letzter Besitzer aus der Lepel-Familie war dann der erwähnte Christoph August, der kurz vor seinem Tode den Besitz verkaufte, da aus dieser Lepel-Linie kein Nachkomme vorhanden war und sie damit ausstarb.

### 19. Jahrhundert
1829 gelangte das Gut durch Verkauf an Oberhofmeister Carl August Jasmund, der es mit Hütte und Zielitz von 1836 bis 1853 an Joachim Kayatz aus Zahren verpachtete.
1853 verkaufte Carl August von Jasmund Dobbin an den Domänenrath Georg Philipp von Brocken auf Hohen Luckow. Die von Brocken haben Dobbin drei Generationen besessen und mit glücklicher Hand und sozialem Denken dem Dorf und dem Gut ein neues Gepräge gegeben, was sich heute noch an Gebäuden ablesen lässt. Er schaffte mit den Gärten, der Parkanlage und den Alleen einen einheitlichen Übergang vom Ackerland zu den Weiden, den Seen und Wäldern.
Nach dem Tod von Georg Philipp von Brocken 1878 zog Carl Adolf Georg aus Hohen Luckow auf die Begüterung in Dobbin. Sein jüngster Sohn Anton von Brocken übernahm 1891 nach dem Tod des Vaters, gleich kurz nach der Schulzeit auf dem bekannten Friderico-Francisceum-Gymnasium zu Doberan, und noch nicht ganz volljährig das Dobbiner Gut. Er führte später die Güter in Pötenitz und Volkstorf.

### 20. Jahrhundert

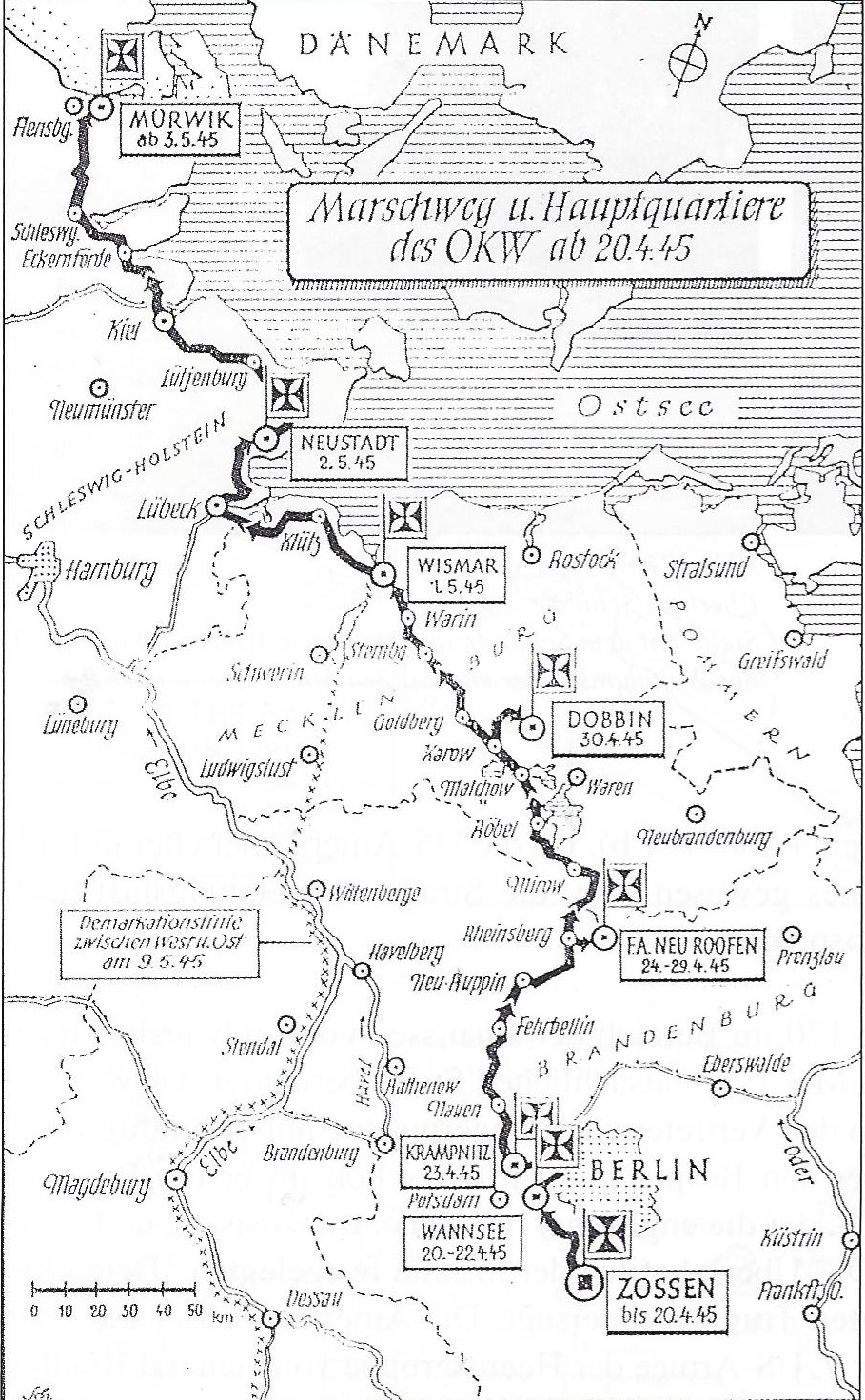
Schrittweiser Rückzug des OKW Richtung Norden über Dobbin und letztlich nach Mürwik (1945)

Wegen finanzieller Probleme verkauften die Nachfahren derer von Brocken das Gut am 12. Juli 1901 an Heinrich zu Mecklenburg, der am 7. Februar 1901 Königin Wilhelmina der Niederlande geheiratet hatte und Prinzgemahl geworden war. Das Gut erhielt eine eigene Bahnstation und wurde von Oberst a. D. Gottlob von Bülow-Stolle (1862–1944), Kammerherr und Hausmarschall, geleitet, durch Conrad von Bülow verwaltet, teils in Pacht bei Lucie Raabe.
Das nach der Weltwirtschaftskrise verschuldete ritterschaftliche Gut Dobbin stand nach dem Tode Prinz Heinrichs 1934 zum Verkauf an. Wahrscheinlich hatte der Mecklenburger Reichsstatthalter und Gauleiter Friedrich Hildebrandt durch seinen Vertrauten, den Justizrat Dr. Rudolph Blaubart aus Güstrow, davon Kenntnis. Denn am 24. Mai 1935 trafen sich Friedrich Hildebrandt und Sir Henri Deterding, welcher gemeinsam mit dem Niederländischen Königshaus Hauptaktionär der Royal Dutch Shell war, im Eden-Hotel in Berlin. Erst am 17. März 1936 fand im Hotel Erbgroßherzog in Güstrow die öffentliche Versteigerung statt. Oberst a. D. Hofmarschall Gottlieb von Bülow Stolle hatte von der Königin Wilhelmina der Niederlande die Vollmacht zum öffentlichen Verkauf des Gutes Dobbin. Der Gauleiter bot höchstpersönlich mit und erwarb das Gut Dobbin zum Preis von 1.050.000 Reichsmark für den Niederländer Sir Henry Deterding. Beide gründeten am 8. Juli 1936 in Schwerin die Friedrich-Heinrich-Landstiftung, die das Wirtschaftsgut aufsiedeln sollte. Vorbild war ein weiteres Gut Deterdings in Gößlow. Zur Stiftung gehörten Dobbin mit 1391 ha und Zietlitz mit 755 ha. Zietlitz hatte eine Ziegelei. Der zweite Teil, das Waldgut Dobbin, blieb im Besitz der Familie Deterding. Zu den 51 ha kaufte Deterding 1938 noch etwa 900 ha bei Glave. Nach Deterdings Tod ließ Gauleiter Friedrich Hildebrandt 1939 in einem recht eigenartigen juristischen Vorgang das Wirtschaftsgut nicht aufsiedeln, sondern einfach verkaufen. Mit dem Erlös kaufte er seiner Sekretärin ein kleines Gut in Hohen Viecheln und für seine Kreisleiter je einen Erbhof. Vermittelt durch Justizrat Dr. Blauert erwarb 1939 der in Berlin wohnende Eduard Winter, Großkaufmann und Generaldirektor der Opel-Werke in Rostock und Wehrwirtschaftsführer in Belgien den für die Aufsiedlung vorgesehenen Teil des ritterschaftlichen Gutes. Im Ort nur Auto-Winter genannt, im Schloss von zwei SS-Männern als Personenschutz bewacht, wurden in seinen Stallungen Autos aus allen Ländern als Beutegut gelagert und gewartet.
Kurz vor Kriegsende, von vielen unbemerkt, rückte 1945 Dobbin ins militärische und politische Blickfeld. Auf seinem Rückzug von Rheinsberg nach Plön machte das Oberkommando der Wehrmacht am 29. April 1945 mit Generalfeldmarschall Wilhelm Keitel als Chef des Oberkommandos der Wehrmacht, Alfred Jodl und Reichsführer der SS, Heinrich Himmler Station in Dobbin. Das SS-Begleitkommando war im Forsthaus Dobbin untergebracht. Neben dem Sportplatz wurde ein Behelfsflugplatz für den Fieseler-Storch eingerichtet. Weshalb das OKW bei seinem Rückzug Quartier in Dobbin bezog, ist unklar. Vielleicht hatte der Wehrwirtschaftsführer Winter sein Gut Dobbin in der abgeschiedenen Gegend zur Verfügung gestellt. Am 1. Mai 1945 war die Rote Armee in Dobbin.

## Liegenschaften

### Hof Zietlitz
Um 1610 verpfändete Henning von Barold Zietlitz für 700 Gulden an das Kloster Dobbertin.
Carl Adolf von Brocken baute 1862 ein Gutshaus für Hof Zietlitz und bezog es 1878. Das Haus wurde später zum Witwensitz ausgebaut. Der zweigeschossige Backsteinbau steht über einem hohen Keller mit einem Mauerwerk aus Feldsteinen. Beide Fronten haben Mittelrisalite.
1890 wurde der Hof Zietlitz an August Nölting aus Hof Hagen verpachtet, doch schon 1900 verpachtet Anton von Brocken den Hof an den Pensionär G. Schmidt. Dieser baute ein neues Viehhaus und einen Pferdestall.

### Glashütte, Walk- und Wassermühlen
Der Kaufmann und Glashüttenmeister Franz Christian Müller aus Hamburg entstammte einer Glasmeisterfamilie in Holstein. Mit ihm schloss Jürgen Ernst von Barold am 28. Januar 1714 einen Glashüttenvertrag zum Betrieb einer Glashütte nördlich der Nebel auf 15 Jahre. Für die neu anzulegende Glashütte trat von Barold dem Glasmeister Müller aus Gammelin im Kreis Ludwigslust das beym Hohen Holtze belegene KrugHauß nebst dem Ackerwerk ab, um dasselbe bey der hütten zur Wohnung  ... genießen zu können. Die zweite Glashütte wurde 1731 durch den Glashüttenmeister Johann Detlev Müller im Hohen Holz südwestliche des Gülz See errichtet. Das Dobbiner Kirchenbuch vermerkte 1751 als Hüttenleute den Vicemeister Joachim Mohr, 13 Glasmacher, ein Tischler, zwei Fuhrleute und einen Aschefahrer.
Die Hütte entwickelte sich zu einem selbständigen Nebengut, das bis 1764 in Betrieb war. 1768 standen noch drei Wirtschaftsgebäude und zwei Kathen, von denen die letzten beiden 1857 abgebaut und auf dem Dobbiner Hof wieder aufgestellt  wurden. Das Nebengut wurde offiziell Hütte genannt, doch der damalige Besitzer Generalmajor Friedrich von Lepel hat es zu Ehren seiner Gattin Augustenfeld genannt. Seine Frau Auguste Caroline war eine Tochter des Joachim von Plessen auf Cambs. Dieser Name konnte sich aber nicht durchsetzen, denn die Direktorial-Vermessungskarte aus dem gleichen Jahre vermerkte nur den Namen Hütte für diesen Platz. Der Ortsteil Hütten oder Augustenfeld ist bis auf die verbliebenen Flurnamen von der Landkarte verschwunden.

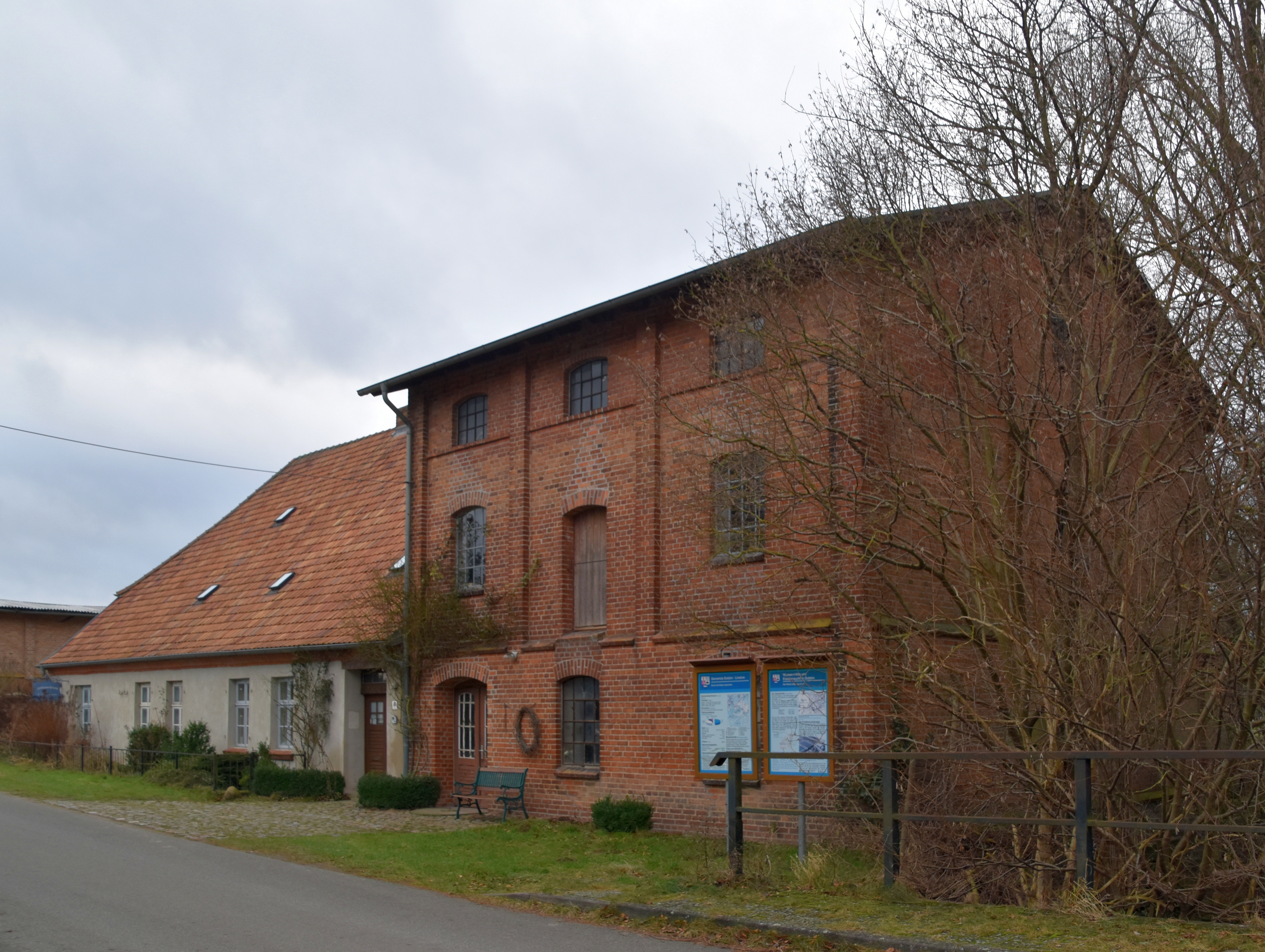
Wassermühle Dobbin (2022)

In Dobbin haben teils gleichzeitig und nacheinander Wassermühlen gestanden, die alle von der in den Krakower See fließenden Nebel angetrieben wurden. Die erste Walkmühle soll 1572 angelegt worden sein, über die sich der Dobbinner Pastor Mathias Sydow 1574 beklagte: „Hat der Junker eine Walkmühle gebaut auf Kirchengut, und das Gotteshaus-Holz hauen lassen, da auch die Walker ab- und verbrennen, was darin. Acker ist von der Pfarre genommen und zur Mühle gekommen, davor giebt der Müller noch dem Pastor 9 Witten, das ist früher 4 Scheffel Weizen gewesen; das heißt nun Mühlenkamp.“ Eine zweite Walkmühle, auch Papiermühle genannt, muss bald darauf angelegt worden sein, denn 1613 erbat Claus von Barold als Dobbiner Gutsbesitzer die landesherrliche Zustimmung zur Verpfändung seiner Wassermühle, die hier erstmals erwähnt wurde, und der beiden Walkmühlen an Riemer von Pressentin zu Prestin: „…nicht allein meine Wassermühlen und beiden Walkmühlen mit allen ihren ein und ausflüssen, auch sumpt den dazu gehörigen Mühlengästen, welche von alters her dahin gemahlen….“ Diese wurde nach 1714 nicht mehr erwähnt. Im Beichtkinderverzeichnis von 1703 wurde als Müller Hans Spangenberg genannt, der neben der Kornmühle auch eine Walkmühle betrieb.
Die Mühle wurde 1830 an die Straße von Dobbin nach Glave südlich der Nebel verlegt und bestand aus dem großen Mühlenhaus, einem Stall und einer Scheune. 1855 wurde die Scheune vergrößert und ein zweiter Viehstall errichtet. An Stelle des Wasserrades wurde auf Turbinenbetrieb umgestellt und mit Wasserkraft noch bis 1949 gearbeitet. Von Johannis 1915 bis zu seinem krankheitsbedingten Tod 1923 war der Müller Helmuth Raabe Pächter der Mühle einschließlich einer Landwirtschaft mit knapp 50 Hektar Land. Anschließend wurde die Pachtung von seiner Witwe Lucie Raabe und ihren drei erwachsenen Söhnen und vier weiteren Angestellten bis zum Pachtende am 1. Juli 1927 alleine weitergeführt. Zur im Besitz der Pachtenden befindlichen Ausstattung der Mühle gehörten u. a. ein Quetschwalzenstuhl und ein Schrotwalzenstuhl mit Hartgusswalzen sowie eine elektrische Anlage mit Akkumulatorenbatterie. Nach Ende der Pachtzeit sollte die Mühle laut Mitteilung der Prinzlich Niederländischen Verwaltung aufgrund ungünstiger Vorflutverhältnisse stillgelegt werden. Aus diesem Grund bewarb sich die Müllerin mit ihren Söhnen um die Pacht der Staatlichen Wassermühle Garlitz, heute Wassermühle Brömsenberg bei Lübtheen zu Johannis 1927, die sie jedoch nicht erhielt.
In Hütte hatte man 1830 die Wirtschaftsgebäude wegen der geringen Ertragsfähigkeit des Ackerlandes abgerissen und danach das Ackerland wieder aufgeforstet.

### Schloss

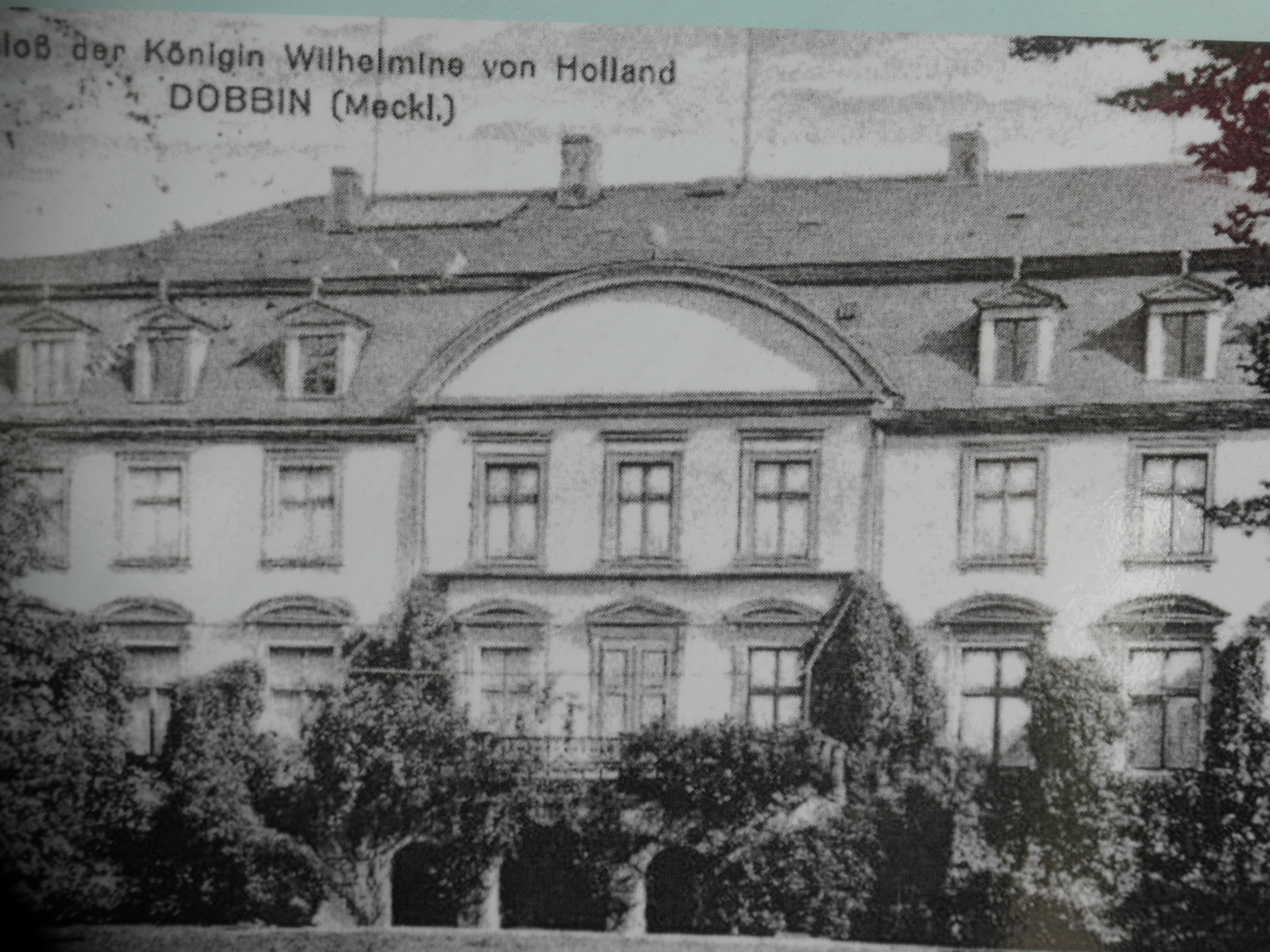
Schloss Dobbin auf einer alten Postkarte

Das Gutshaus wurde 1730 im barocken Stil von Christoph August von Barold errichtet. Das große Wohnhaus soll ein geräumiger Bau, zwei Etagen hoch, von Fachwerk, mit Kellern und doppelten Steindach gewesen seien. 1746 wurde Dobbin allodifiziert und Hans Adolf von Lepel, königlich dänischer Generalmajor, als Universalerbe eingesetzt.
Als Domänenrath Philipp von Brocken das Gut 1854 von Carl August von Jasmund übernahm, war das Herrenhaus schon mit einer massiven Westwand versehen und die recht kleinen Fenster durch größere versehen worden. Durch von Brocken erhielt es dann sein schlossartiges Äußere.
Der zweigeschossige Putzbau hatte 13 symmetrische Achsen mit einem Mansarddach. Die dreiachsige Mitte der Vorderfront wurde durch eine Freitreppe und eine Attika mit drei weiblichen Figuren betont. Im Mittelrisalit der Parkseite war später das Wappen der niederländischen Königsfamilie enthalten. Als Carl Adolf von Brocken 1878 in das Schloss zog, erfolgten weitere Umbauten mit einer Neueindeckung des Mansarddaches.
Anfang des 20. Jahrhunderts erfuhr das Schloss einige bauliche Veränderungen. Zwar wurden die unteren Räume 1936 noch genutzt; aber der Verfall war offenkundig. Im Zweiten Weltkrieg noch bewohnt, diente das Schloss 1949/50 für Veranstaltungen in der unteren Etage. Im Rahmen des SMAD-Befehls Nr. 209 (Neubauernprogramm) wurde es zur Gewinnung von Baumaterial abgetragen. In dem fast zugewachsenen Areal findet man heute noch einen Mauerrest der Kellerwand von zwei Meter Höhe und Länge.

### Häuser in Dobbin

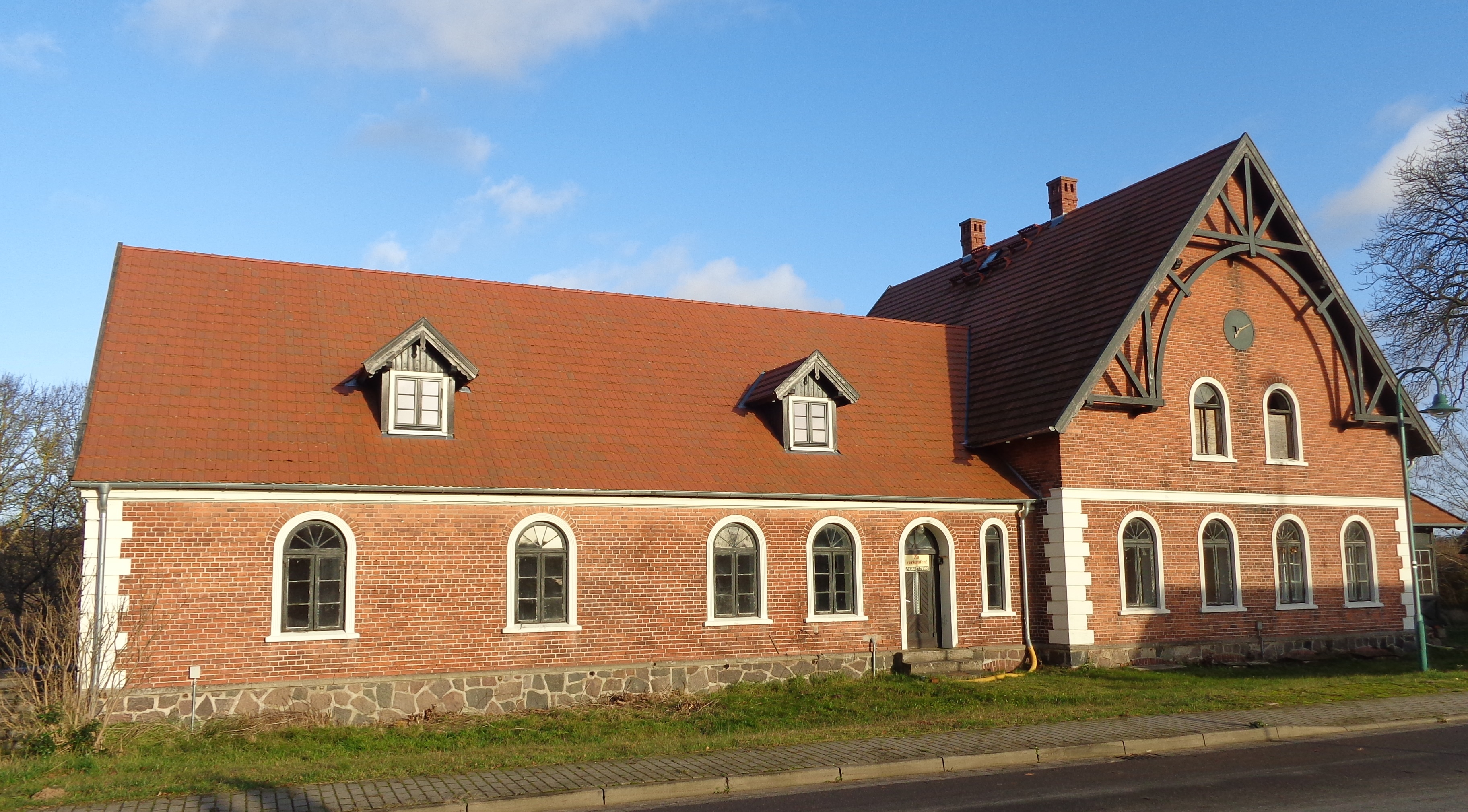
Inspektorenhaus (2015)

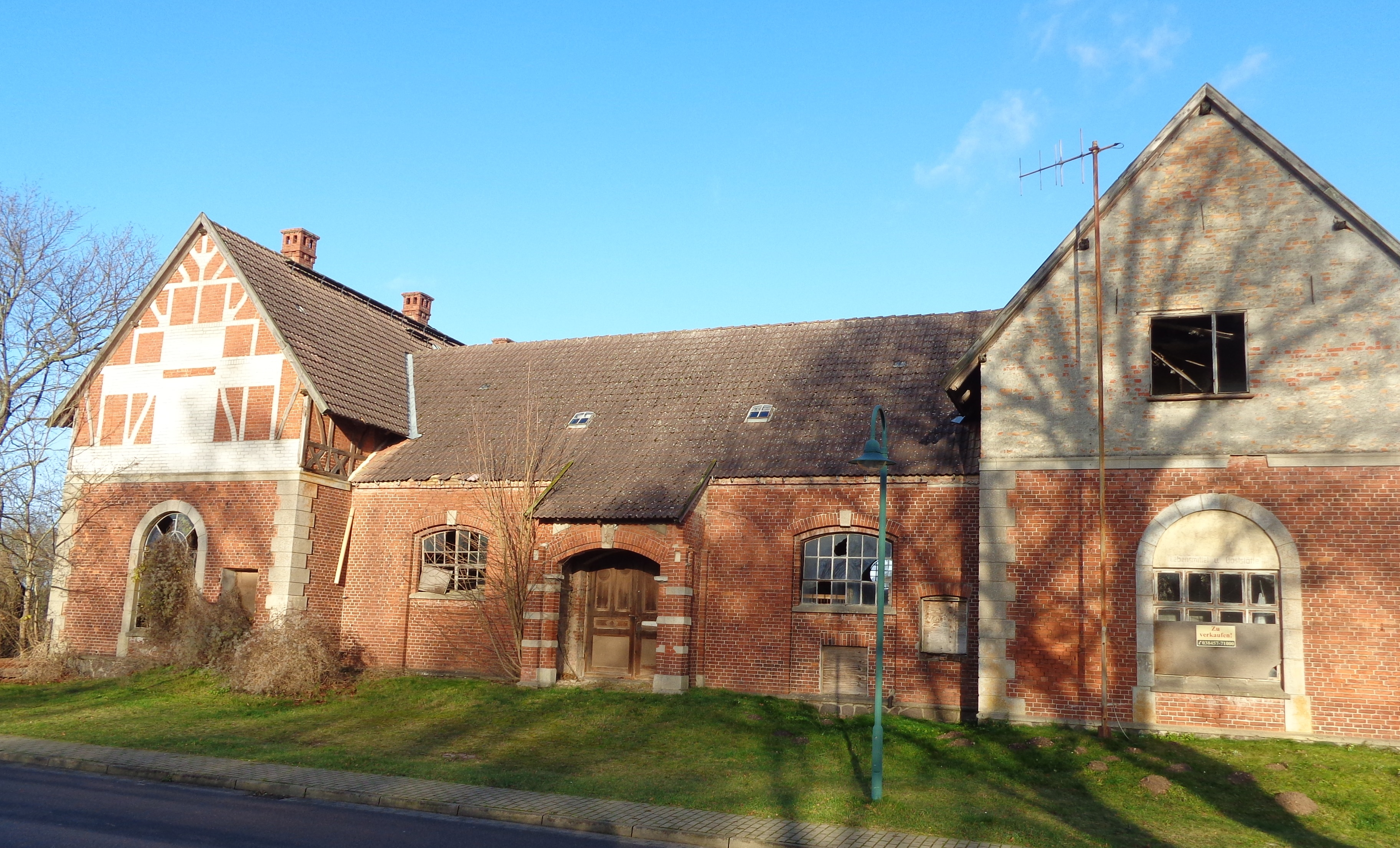
Marstall (2015)

1864 baute Philipp von Brocken geklinkerte Inste in der Kirchenstraße. Sie sind noch heute bewohnt. Ihre Ornamente wurden übermauert. Die Schnitterkaserne wurde nach 1939 mehrmals umfunktioniert. Für Gäste ließ die Krone Niederlande das Kavaliershaus bauen. Henri Deterding bewohnte es nach dem Kauf. Später nahm es Flüchtlinge aus den Ostgebieten des Deutschen Reiches auf. In der Deutschen Demokratischen Republik diente es als Schule, Touristenstation und Schullandheim (bis 1999).
Wilhelmina und Heinrich weilten zweimal mit großem Hofstaat in Dobbin. Königin Wilhelmina liebte Dobbin, deshalb reiste sie auch inkognito dorthin. Von dort besuchten sie am 13. Oktober 1904 das Kloster Dobbertin. Der Gedenkstein erinnert an die Geburt von Juliana, die als Kind mit ihrem Vater oft in Dobbin war. Ihr letzter Besuch dort war 1938 zusammen mit ihrer ältesten Tochter Beatrix. Das Wappen des Prinzen Heinrich der Niederlande ist erhalten. Es  hängt als schmiedeeisernes verschnörkeltes H unter einer Fürstenkrone am Giebel des Inspektorenhauses, das wie der Marstall von Wilhelmina und Heinrich gebaut wurde. Ein aus Holz geschnitztes Wappen der Oranier befindet sich in der Dorfkirche Dobbin.
Henri Deterding, seit 1907 Vorsitzender der Royal Dutch Shell mit Sitz in Den Haag und London, errichtete 1936 im Schloss eine Verwaltungsnebenstelle. In Krakow wurde ein Selbstwählamt errichtet, so dass in alle Welt telefoniert werden konnte. An einem Findling beerdigt, wurde Deterding auf Wunsch seiner Familie 1968 exhumiert und nach Liechtenstein umgebettet.

## Bodenreform
1945 wurde an 46 Bewerber Bodenreformland übergeben. 1953 gründeten Bauern eine Landwirtschaftliche Produktionsgenossenschaft Typ I. Acht Höfe wurden noch als Einzelhöfe bewirtschaftet. 1955 wurden 373 ha genossenschaftlich und 103 ha individuell bewirtschaftet. Wie in allen Dörfern verlief auch in Dobbin die Entwicklung weiter über die Bildung großer Einheiten, so mit Alt Sammit in der Tierproduktion und dem VEG Krakow am See in der Pflanzenproduktion. Nach 1990 entwickelte sich ein privater Großbetrieb, der einen Großteil der Flächen und Wirtschaftsgebäude von Dobbin und Zietlitz nutzt. Die Enteignung des Waldguts wurde nach der Wende und friedlichen Revolution in der DDR von den Nachkommen der Familie Deterding angefochten. 2005 bekamen sie ihren ehemaligen Besitz zurück.

## Eigentümer der Güter Dobbin und Zietlitz

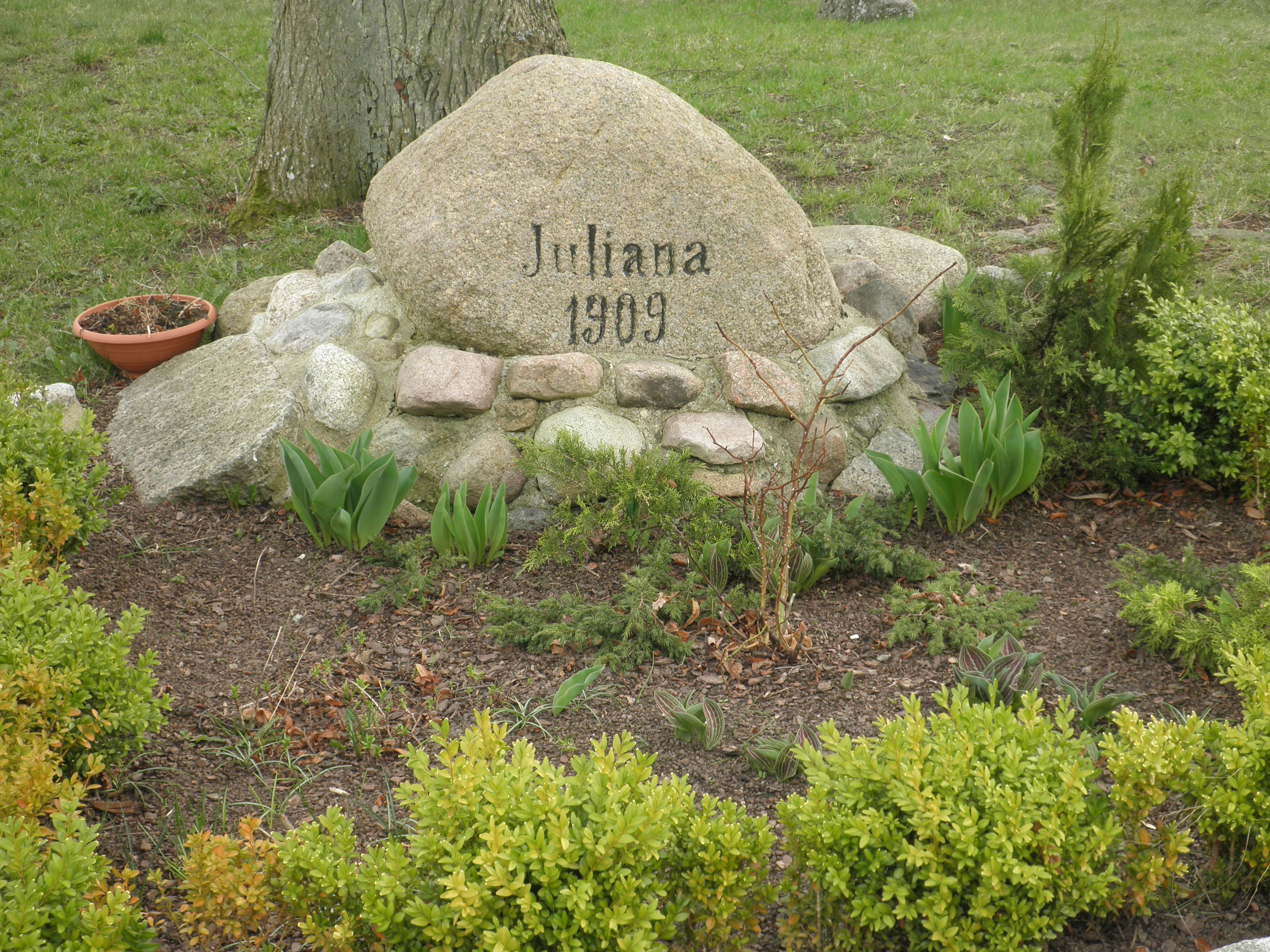
Kronprinzessin der Niederlande (2010)

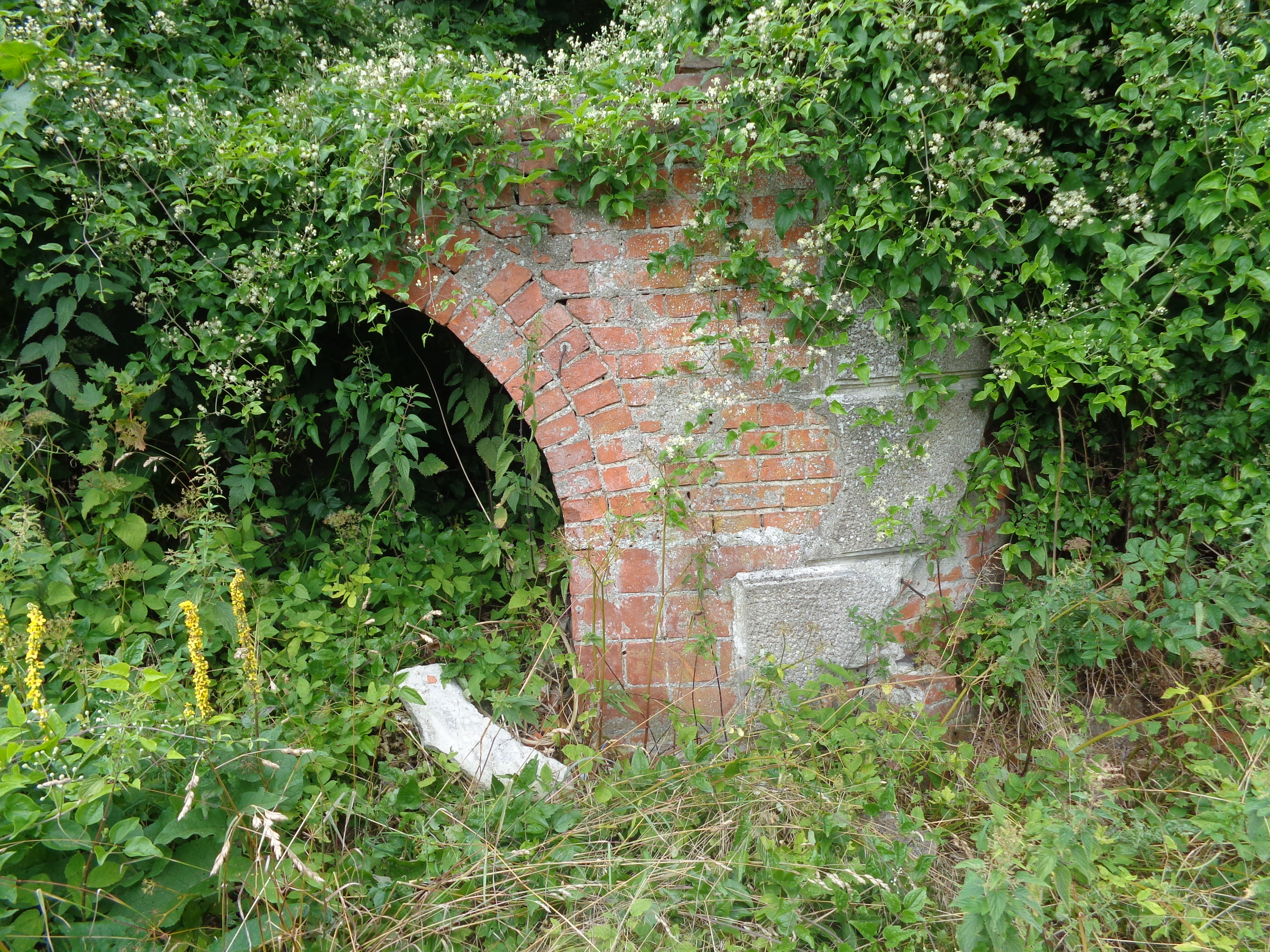
Einziger Rest von Schloss Dobbin (2015)

Namen und Jahreszahlen der Besitzerfolge nach der nachweisbaren Erwähnung.
- erwähnt 1275 Johannes de Barold
- 1340–1368 Rudolph Barold
- 1368–1393 Henning (Hans) von Barold, 1393 Bürgermeister von Güstrow[46]
- 1415–1435 Rulef (Roloff) von Barold
- 1415–1471 Henning von Barold
- 1461–1481 Roloff von Barold, Ratsherr zu Güstrow
- 1506–1532 Reimar von Passow, Pfandherr
- 1550–1576 Detlof von Barold
- 1576–1626 Hans und Karsten von Barold
- 1626–1627 Claus von Barold
- 1627–1662 Moritz und Ulrich, danach Johann von Walsleben[47]
- 1662–1672 Pensionär Suderow
- 1672–1693 Hans Rudolph von Grabow
- 1693–1697 Hermann von Wickede
- 1697–1699 Dietrich Wilhelm von Witzendorff
- 1701–1727 Herzoglich Lüneburger Leutnant Jürgen Ernst von Barold
- 1727–1746 Königlich dänischer Major Christoph August von Barold
- 1746–1770 Königlich dänischer Generalmajor Hans Adolf von Lepel auf Radegast
- 1770–1805 Königlich dänischer Hofjunker Kammerherr Joachim Friedrich Diederich von Lepel
- 1805–1813 Königlich dänischer Generalmajor Karl Helmuth von Lepel
- 1814–1826 Inspektoren Leer, Nagendank, Miethoff
- 1813–1829 Dänischer Kammerherr Christoph August von Lepel
- 1829–1853 Oberhofmeister, Königlich preußischer Leutnant Carl August Ludwig von Jasmund.[48]
- 1836–1853 Pächter Joachim Kayatz aus Zahren
- 1853–1878 Domänenrath Georg Philipp von Brocken
- 1878–1891 Carl Adolf Georg von Brocken[49]
- 1891–1900 Anton von Brocken
- 1901–1934 Prinz Heinrich der Niederlande, Herzog zu Mecklenburg (niederländisches Königshaus)
- 1936–1939 Henri Deterding
- 1936–1945 Charlotte Deterding (Waldgut)
- 1939–1945 Eduard Winter (Wirtschaftsgut)
- 1945–0000 Volkseigentum

### Gedruckte Quellen
- Mecklenburgisches Urkundenbuch (MUB)
- Mecklenburgische Jahrbücher (MJB)

### Ungedruckte Quellen
- Landeshauptarchiv Schwerin (LHAS)
  - LHAS 1.5-4/3 Urkunden Kloster Dobbertin.
  - LHAS 5.12-3/1 Mecklenburg-Schwerinsches Ministerium des Innern. Nr. 5162/1 Landgemeinde Dobbin mit Zietlitz 1921–1930, Nr. 23265 Bau einer Nebenchaussee von Krakow über Dobbin nach Linstow 1884, Nr. 24376 Fußsteig vom Krakower Erddamm über die Dobbiner Feldmark nach Zietlitz 1895.
  - LHAS 5.12-4/3 Ministerium für Landwirtschaft, Domänen und Forsten, Abt. Siedlungsamt. Kreis Güstrow. Nr. 66 Dobbin, Ritterschaftliches Landgut 1935–1949.
  - LHAS 5.12-7/1 Mecklenburg-Schwerinsches Ministerium für Unterricht, Kunst, geistliche und Medizinalangelegenheiten. Nr. 8040 Emeritierung der Geistlichen der Pfarre zu Dobbin 1907–1919.
  - LHAS 10.09.L/06 Personennachlass Lisch, Friedrich (1801–1883). Nr. 763.
  - LHAS 10.09.H/08 Personennachlass Hildebrandt, Friedrich (1898–1948). Nr. 35 Historische Ausarbeitungen. Enthält: Aus der Chronik des Dorfes und Gutes Dobbin.
- Landeskirchliches Archiv Schwerin (LKAS)
  - LKAS, OKR Schwerin, 01 Pfarr- und Dorfchroniken in Mecklenburg, Nr. 064a, 064 b
  - LKAS, OKR Schwerin, Specialia Abt. 1. Nr. 152 Dobbin, Kieth und Serrahn. Kirche 1765–1921.
  - Mecklenburg-Schwerinsches Finanzministerium, Abt. für Hochbau, Patronatsbauakten. Nr. 99 Dobbin, Bauten und Reparaturen an den geistlichen Gebäuden zu Dobbin. Bauzeichnungen und Pläne kirchlicher Gebäude.
- Landesbibliothek Mecklenburg-Vorpommern
  - Carl Wilhelm David Plass: Schriftliche Arbeiten und Lebensbeschreibungen der Pastoren und Schulmeister-Küster von Dobbin. (Eigenthum der Kirche zu Dobbin 1857, lagernd in Küsterhaus oder Kirchensacristei). Dobbin.
  - Carl Wilhelm David Plass: Lebensbeschreibung der Pastoren und Küster von Dobbin und Zitlitz, wo möglich von ihnen selbst. Dobbin 1857–1935.
  - Bruno Theek: Aus der Chronik des Dorfes und Gutes Dobbin, nach kirchlichen und sonstigen Aufzeichnungen. vermutlich 1934, Kieth bei Krakow 1960.

- Kreisarchiv Nordwestmecklenburg
  - Guts- und Herrenhäuser, N 200557 Gutshaus Dobbin.